# Corymbia calophylla
Corymbia calophylla är en myrtenväxtart som först beskrevs av Robert Brown och John Lindley, och fick sitt nu gällande namn av Kenneth D. Hill och Lawrence Alexander Sidney Johnson. Corymbia calophylla ingår i släktet Corymbia och familjen myrtenväxter. Inga underarter finns listade i Catalogue of Life.

## Bildgalleri

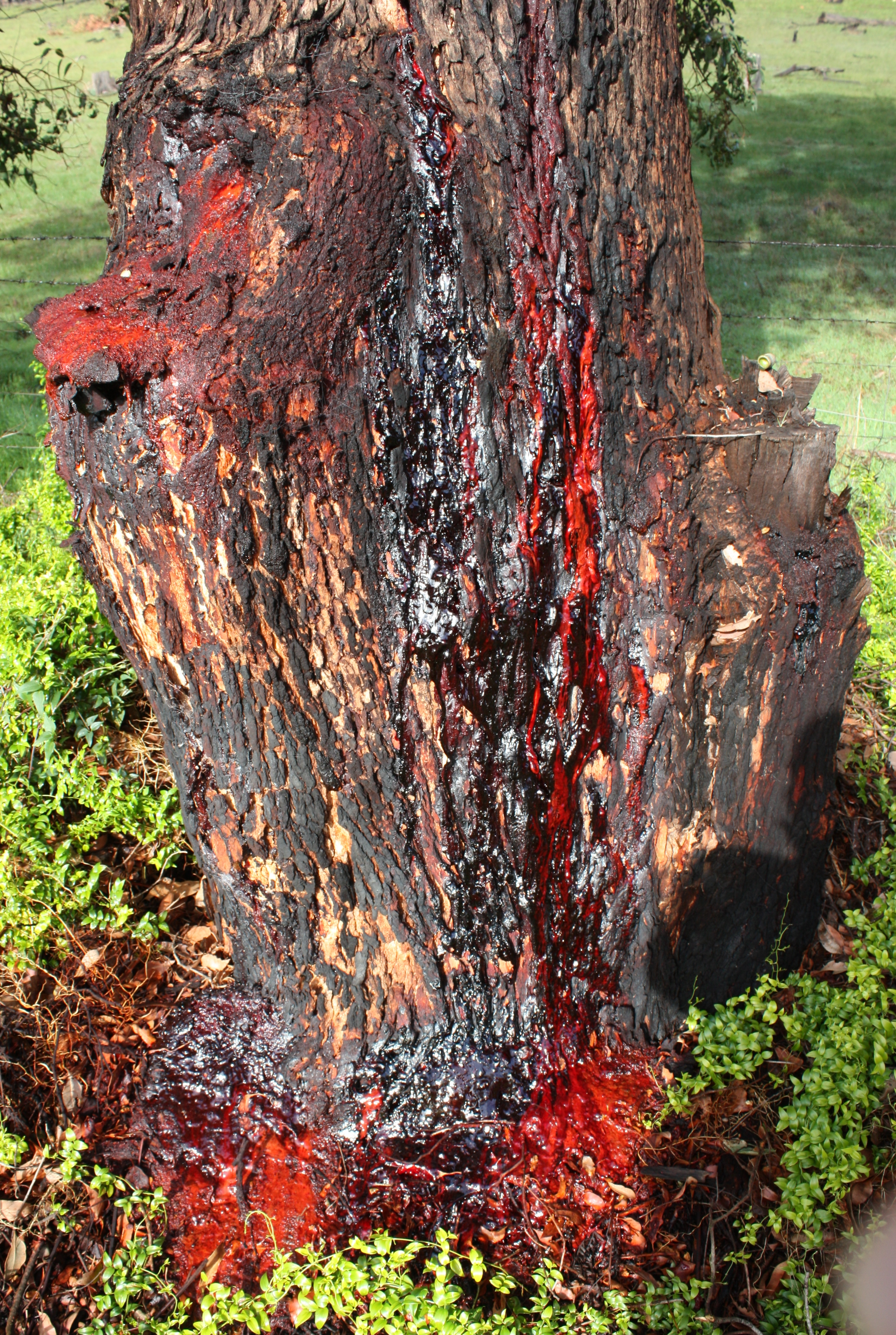
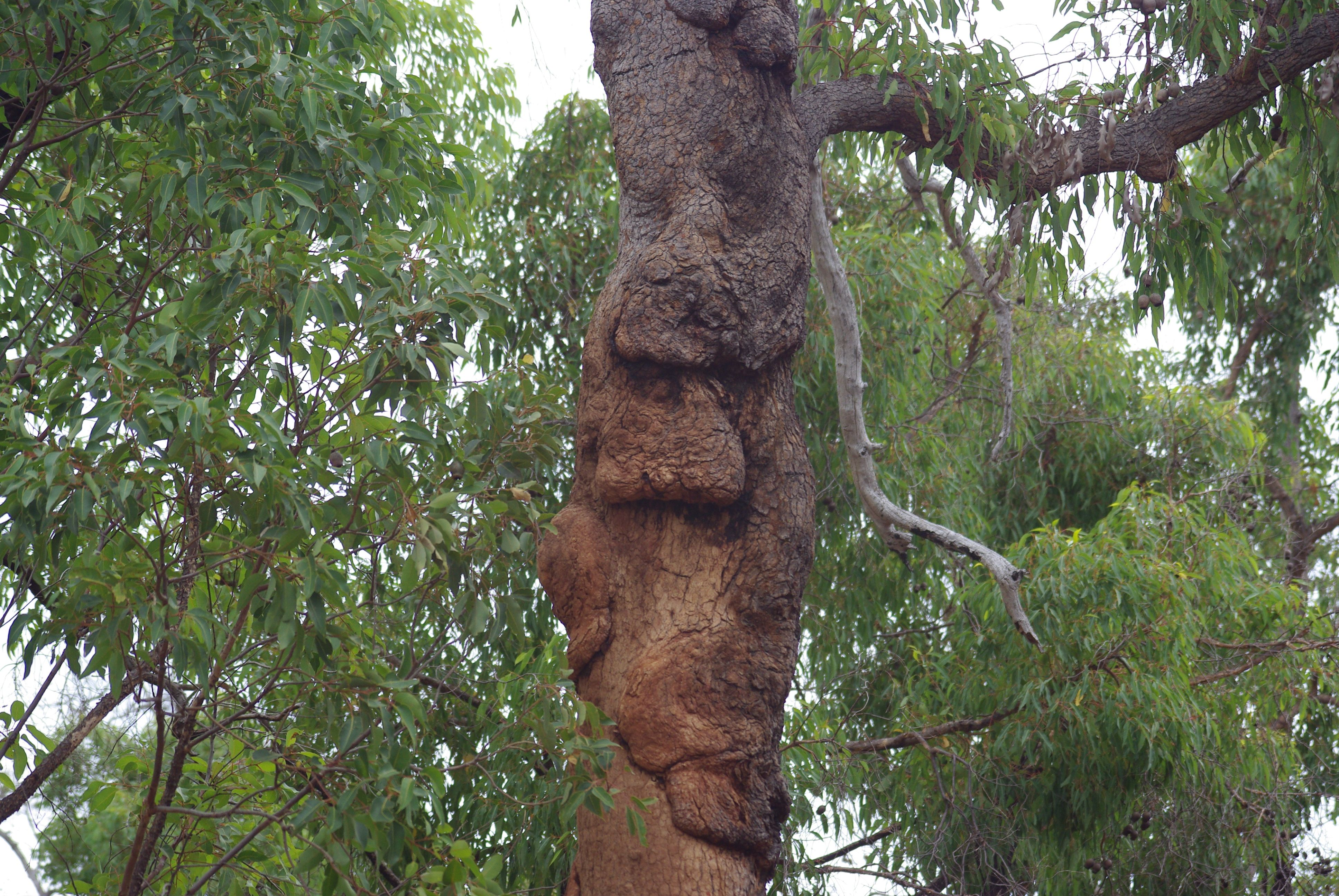
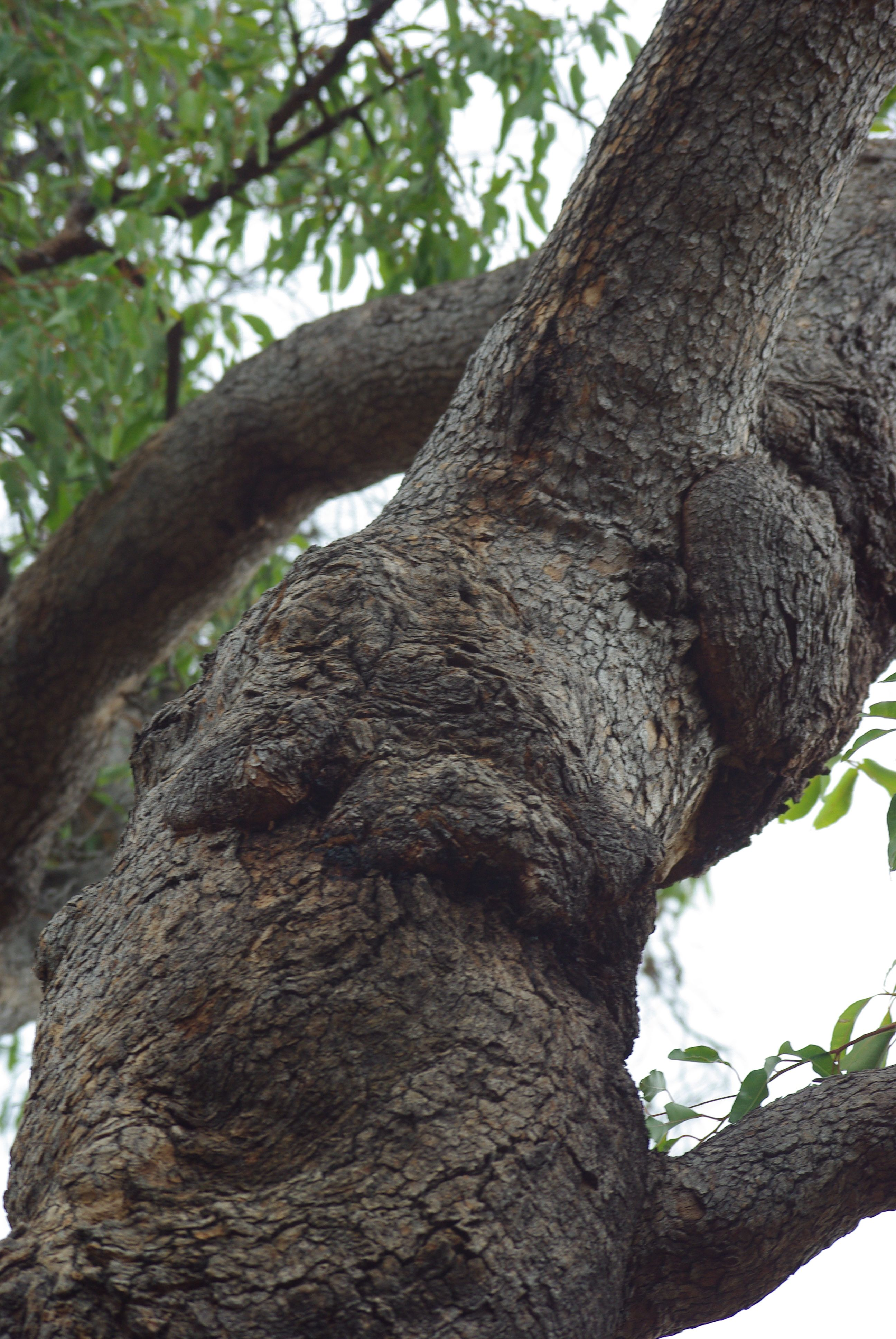
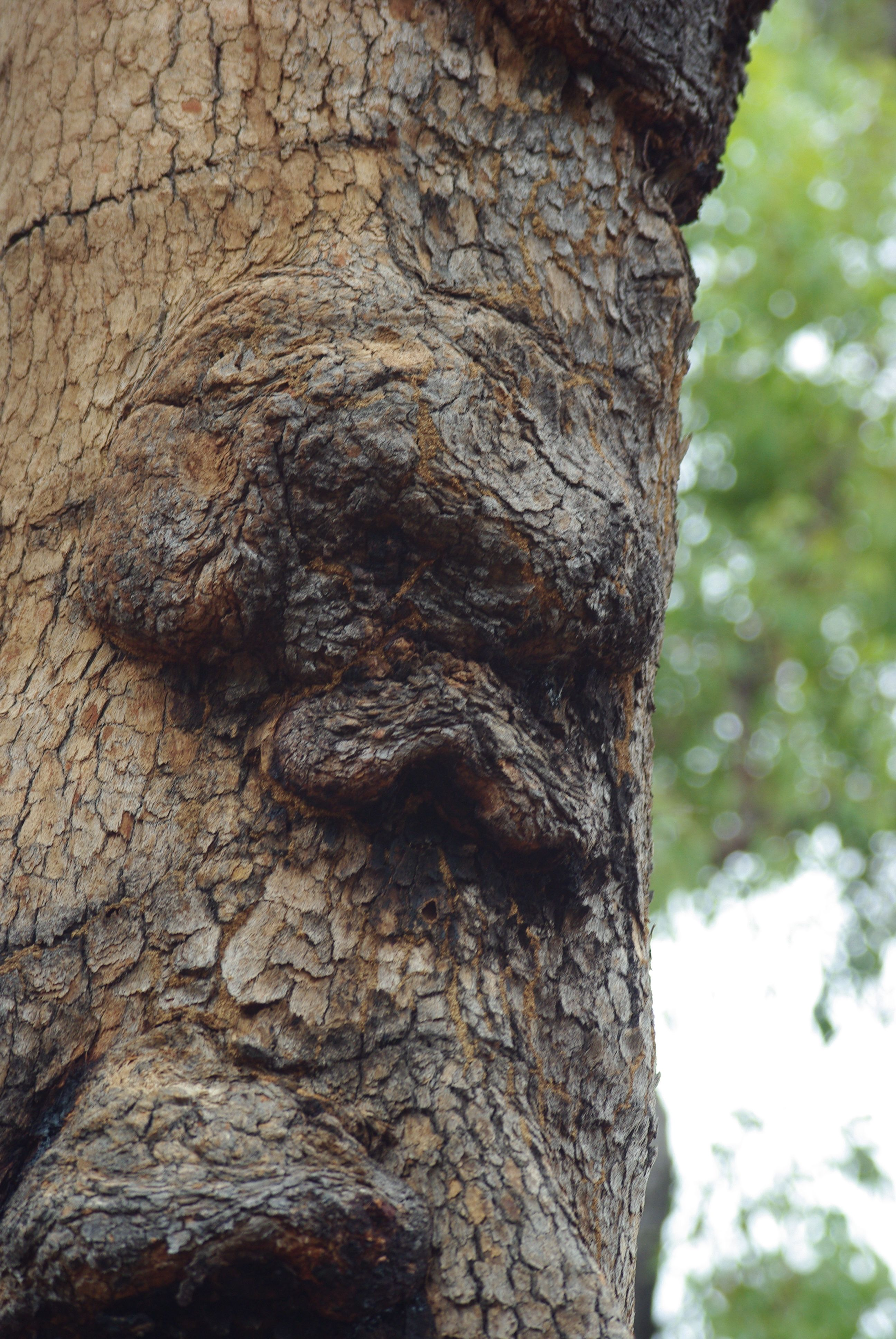
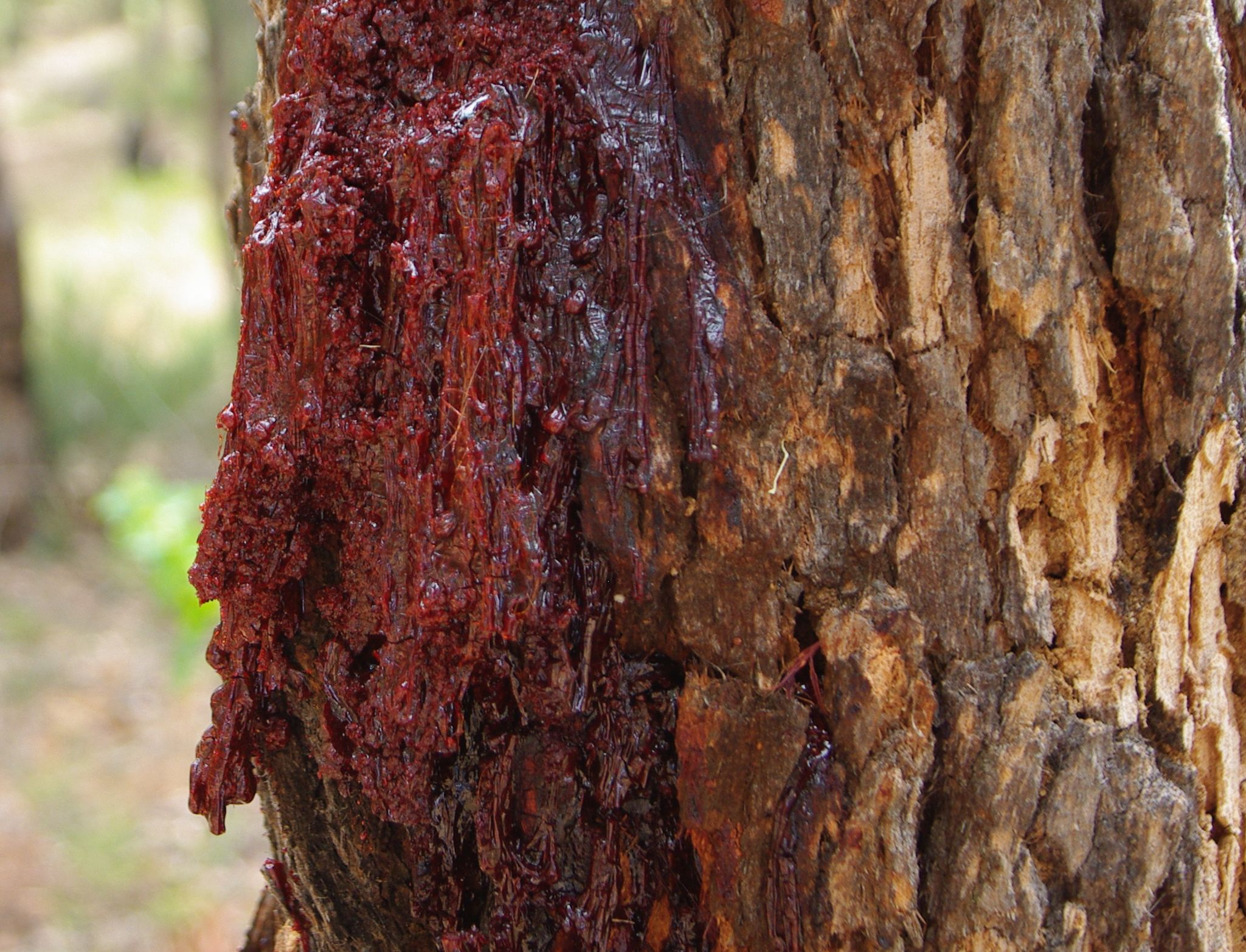
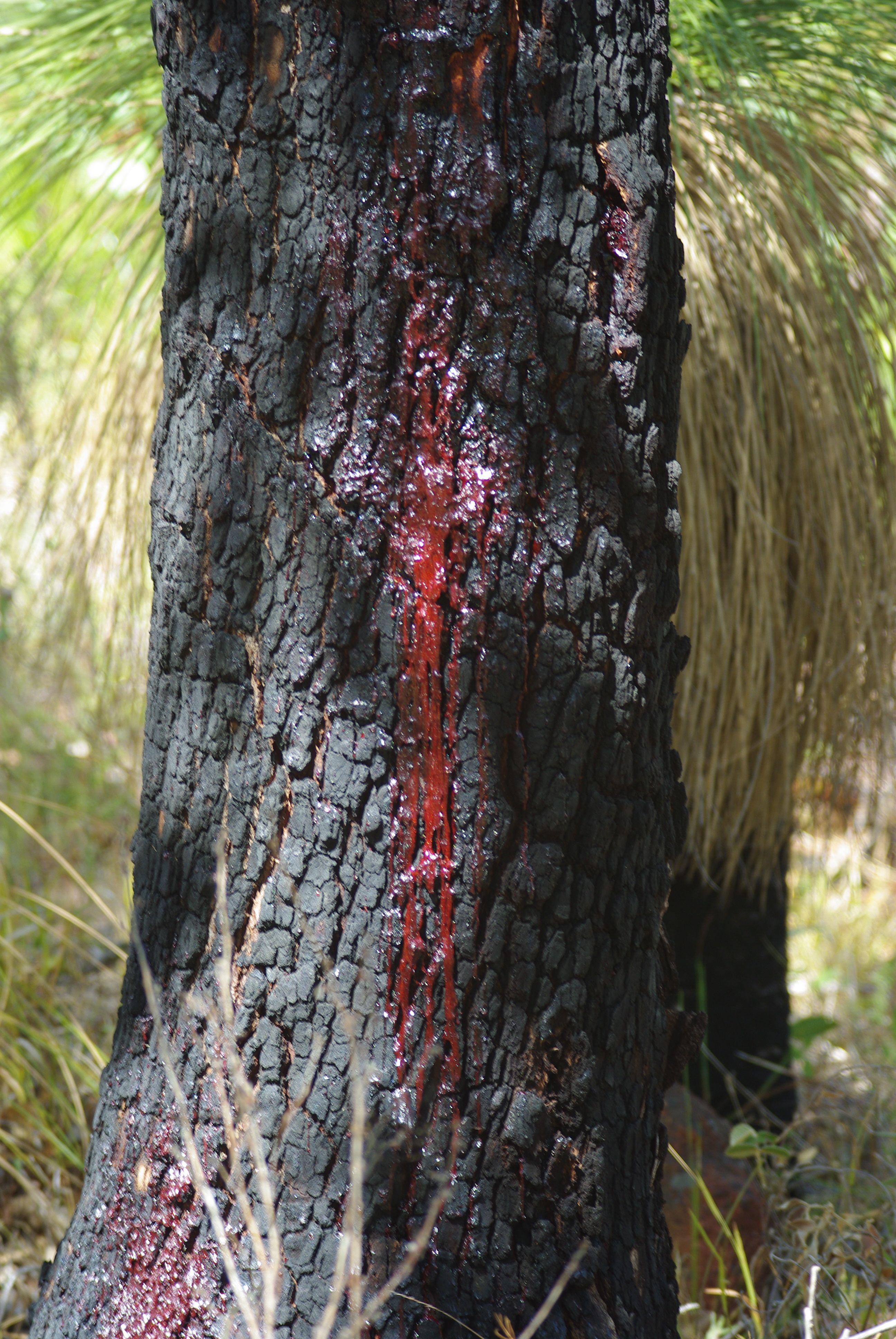